# 食用ガエル

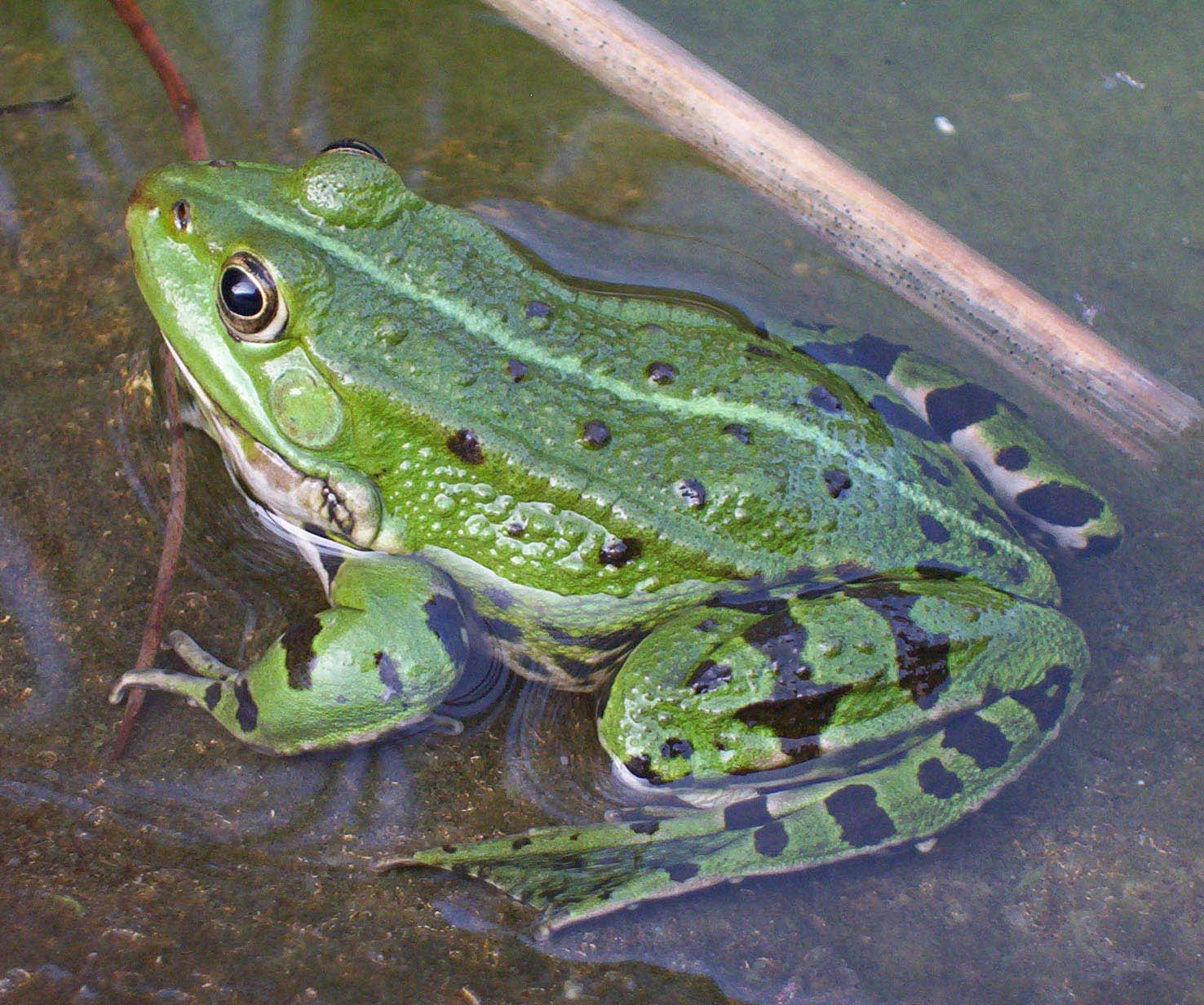
フランスの代表的な食用ガエル、ヨーロッパトノサマガエル Rana kl. esculenta

食用ガエル（しょくようガエル）とは、食用とされる様々なカエルの総称。主に筋肉の発達した脚の部分が利用される。フランス語では「グルヌイユ」という。

## 欧米における食用ガエル

### ヨーロッパトノサマガエル

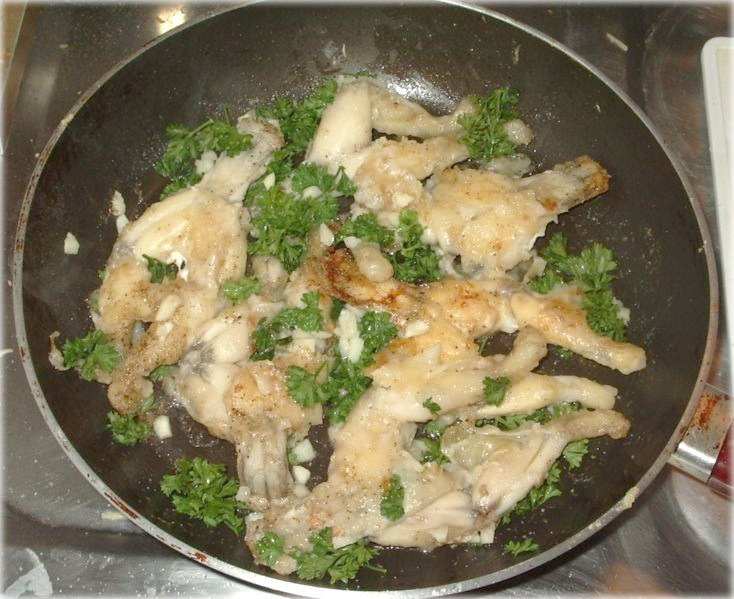
フランス料理における調理例

フランス料理などの食材に使われるカエルは、ヨーロッパ原産のヨーロッパトノサマガエル Rana kl. esculenta である。オスの体長は6cmから11cmでメスは5cmから9cmである。このカエルはヨーロッパコガタガエル Rana lessonae とワライガエル Rana ridibunda の種間雑種である。氷期にこの2つの種の原種の生息域が分断され、それ以後別に進化を遂げたが、交配できなくなるほどには分化しなかった。そのため、両種が生息している地域には、ヨーロッパトノサマガエルもまた生息している。しかしヨーロッパトノサマガエル同士の交配では胚が正常に発生しないので、ヨーロッパトノサマガエルのメスは元となった種と交配し、子孫を残す。なお、ヨーロッパトノサマガエルという和名だが、日本のトノサマガエルととりたてて近縁というわけではない。

### ウシガエル

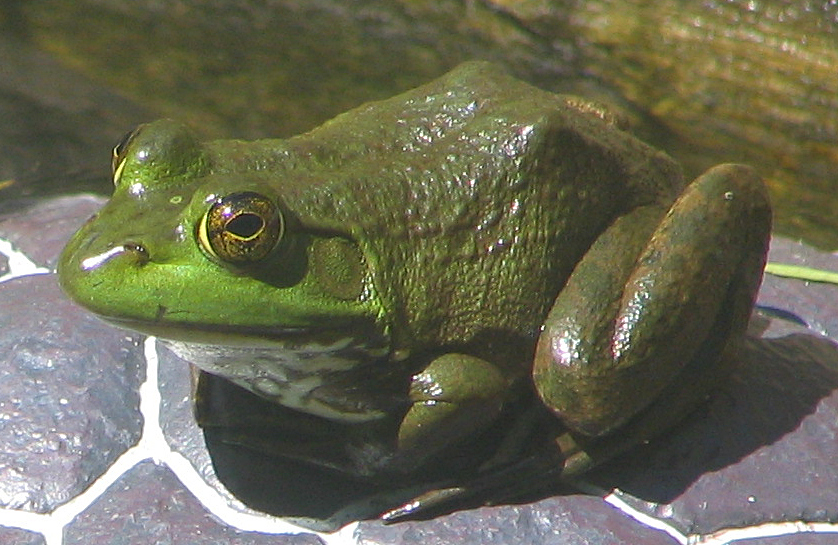
ウシガエル

日本では食用ガエルといえばウシガエルを指すことが多い。1918年に東京帝国大学の渡瀬庄三郎教授の手によってアメリカ合衆国から食用として輸入された。1922年（大正11年）には、農務省より長野県諏訪郡に食用ガエルの試験飼育が委嘱されて25匹が交付、その後も各地で養殖されるようになったが、日本ではカエルを食用とする習慣はさほど広まらなかった。
全長は10-20cmと大型。雄の鳴き声は牛の声に似て低く大きく遠くまで響き渡る。繁殖期は6-8月。湖・池・沼・水田・河川の水の流れの弱い所など水面が広く水の淀んだ所に棲み、ザリガニ・昆虫・魚などを食べる。前述の養殖されていたものが逃げ出して野生化し、現在では日本各地で見ることができる。なお、アメリカザリガニはウシガエルの養殖用の食料として輸入されたが、これもウシガエルと同じく養殖されていたものが逃げ出して野生化し、日本各地に分布を広げている。
1980年代に韓国が食用として日本からウシガエルを導入したが、逃げ出したウシガエルが野生化して国内に大量発生し、韓国の生態系を脅かす問題となっている。

### その他の食用ガエル
中国からインドネシアにかけての地域では、トラフガエル Rama tigerina 、ヌマガエル Rana limnocharis などが食用に利用されている。トラフガエルは乱獲によって資源が減少した地域もあり、1985年にワシントン条約附属書II類に掲載された。また中国では国家二級保護動物に指定されている。中国南部、タイなどでは養殖も盛んである。
他の食材と同じく、カエルも需要に応じて国際商取引が行われている。たとえばフランスでは、ヨーロッパトノサマガエルの減少に伴い、その代用としてウシガエル、トラフガエル、インドクサクイガエルなどを輸入している。1970年代、1980年代には、推計で年間約6000万匹のカエルがフランスに輸入されたという。

## 南アメリカにおける食用ガエル

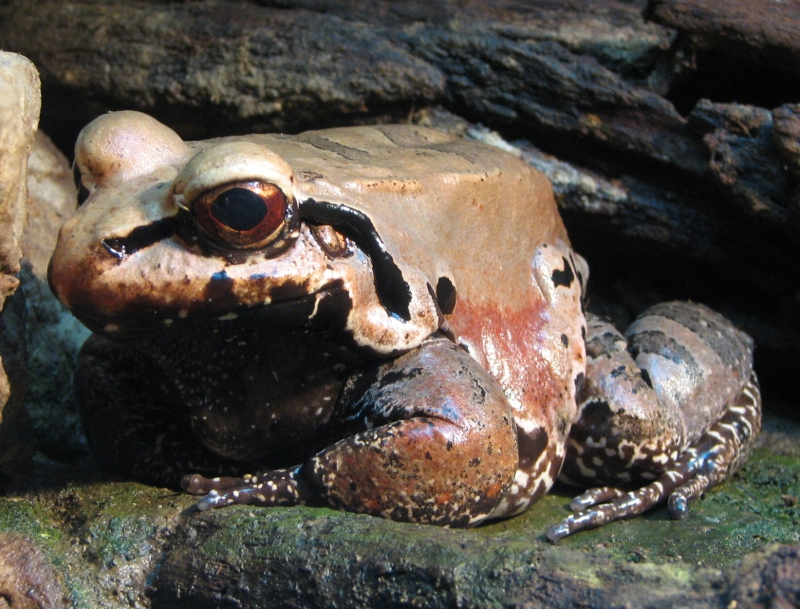
ナンベイウシガエル

ユビナガガエル科に分類されるナンベイウシガエルが食用とされる。味は鶏肉に近いようで「マウンテンチキン」の別名がある。

## 日本における食用ガエル
日本書紀によると、吉野の国栖の人々は「蝦蟇（かえる）」を煮たものを「毛瀰（もみ）」と呼んで食べていたという。この「毛瀰」が非常に美味しかったことから、関西では「もみない（毛瀰でない）」という言葉を「不味い・美味しくない」という意味で使うようになった。現代でこそ蝦蟇を「がま」と読み、ガマガエル（ヒキガエル科）に充てるが、この「モミ」はアカガエルだとの異説がある。
貝原益軒『大和本草』にもまた、「本邦にても古は吉野の河土、国栖という村」で蝦蟇を食すとあるが、『大和本草』」には蝦蟇と蟾蜍（ヒキガエル）が別項目で載っており、こちらもアカガエル説が提唱される。
沖縄では昔からナミエガエル Limnonectes namiyei を食用にする習慣があったが、現在は天然記念物に指定されているので食用にはされていない。
大正時代には、アメリカよりウシガエルが移入され、国内では普及に至らなかったものの戦後対米輸出されていた。東京上野にある不忍池に、当時の業界団体による供養塔がある。